# جامايكا
جامايكا أو جَمَيكة دولةٌ جزرية، وهي جزء من جزر الأنتيل الكبرى، وتصل مساحتها إلى 11,100 كم2. حيث تقع في البحر الكاريبي، إلى الجنوب تقريباً من كوبا، وغرب هايتي، وجزيرة هيسبانيولا، التي تقع عليها الجمهورية الدومينيكية. وقد أطلق أهل الجزيرة الأصليين الناطقين بلغة أراواكان والتاينو اسم Xaymaca على الجزيرة، والتي تعني «أرض الخشب والماء»، أو «أرض الينابيع»، وقد كانت سابقاً في حيازة أسبانية، ثم تحولت بعد ذلك إلى مستعمرة التاج البريطاني «جامايكا». ويسكن جامايكا 2.8 مليون نسمة، حيث تعد البلد الثالث من حيث عدد السكان الناطقين بالإنجليزية في أمريكا الشمالية، بعد الولايات المتحدة وكندا. وهي تظل دولة من دول الكومنولث تحت رئاسة الملك تشارلز الثالث. وعاصمتها كينغستون.

## التاريخ
استقر السكان الأصليون الأراواك والتاينو القادمين من أمريكا الجنوبية على الجزيرة بين عامي 4000 و 1000 قبل الميلاد. وعندما وصل كريستوفر كولومبس في عام 1494، كان هناك أكثر من 200 قرية يحكمها رؤساء أو زعماء قبائل، حيث كان الساحل الجنوبي لجامايكا مكتظا بالسكان، وخصوصا حول ما يعرف الآن باسم المرفأ القديم. كما كانت قبائل التاينو لا تزال تقطن جامايكا عندما سيطرت بريطانيا على الجزيرة. وتحاول لجنة الوصاية على التراث الوطني الجامايكي تحديد مكان وتوثيق أي دليل على تواجد تاينو/أراواك. اِدَّعَى كريستوفر كولومبس أحقّية إسبانيا في جامايكا بعد الوصول هناك في عام 1494 . ويرجح أن نقطة هبوط كولومبس هي دراي هاربر، الذي يسمى الآن ديسكفري باي. وكانت تسمى سانت آن باي بـ«سانت غلوريا» حيث تعتبر أول نقطة شاهدها كولومبوس في جامايكا. وعلى بعد ميل واحد غربا من خليج سانت آن، تقع المستوطنة الإسبانية الأولى في جزيرة إشبيلية، التي تم التخلي عنها في 1554 بسبب الغارات العديدة التي شنها القراصنة.
تم نقل العاصمة إلى المدينة الأسبانية، والتي تقع الآن في أبرشية سانت كاترين، اعتبارا من 1534 . حيث كانت تسمى وقتها «فيلا دي لا فيغا». وتحتوي المدينة الإسبانية على أقدم كاتدرائية في المستعمرات البريطانية. وقد تم إجلاء الإسبان كرها من قبل الإنجليز في أوكتوريوس في سانت آن. ومع ذلك، لم يحدث حتى عام 1655 أن استولى الإنجليز على «برج آيل» آخر حصن إسباني في جامايكا. كما أبقى الأسباني دون «كورتيز أرنولدو دي ياسي» على تاور هيل (موقع برج آيل) من الإنجليز لمدة خمس سنوات، قبل أن يلوذ بالفرار إلى كوبا. حيث سمي موقع رحيله عرفانا ب«خليج هارب»، الذي يقع أيضا في سانت آن. وقد استمد اسم مونتيغو باي، عاصمة ابرشية سانت جيمس، من الاسم الإسباني [19] (أو خليج شحم الخنزير) نظرا لوجود كمية كبيرة من الخنازير التي استخدمت لصناعة شحم الخنزير.
استولى الإميرال الإنجليزي وليام بن (والد وليام بن من بنسلفانيا)، والجنرال روبرت فينابلز على الجزيرة في 1655 . وبأوائل 1670 ، شكّل السود غالبية السكان. وخلال ال 200 سنة الأولى من الحكم البريطاني، أصبحت جامايكا واحدة من أكبر مصدري السكر في العالم، حيث كانت تنتج أكثر من 77,000 طن من السكر سنويا بين عامي 1820 و1824. وبعد إلغاء تجارة الرقيق (ولكن ليس الرق نفسه) في عام 1807، قام الإنجليز بجلب العمال من الهند والصين كخدم متعاقد معهم لإلحاقهم بمستودع الأيدي العاملة. وما زال يقيم المتحدرين من موظفي الخدمة بالسخرة من أصل آسيوي وصيني في جامايكا اليوم.
بحلول بداية القرن التاسع عشر، بدأت جامايكا الاعتماد الشديد على الرق مما أدّى إلى أن عدد السود (الأفارقة) يفوق عدد البيض (الأوروبيون) بما يقرب من نسبة 20 إلى 1. حتى ولو كانت إنجلترا منعت استيراد العبيد، ما زال البعض يمتهن تهريبهم إلى المستعمرات، ولكنها شملت أيضا تعليمات لتحسين طريقة حياة العبيد. هذه التعليمات تشمل حظرا على استخدام السياط في الميدان، وفرض حظر على جلد المرأة، وإقرار أن للعبيد الحق في التعليم الديني، شرط أن يعطوا يوما إضافيا خلال الأسبوع لكي يتمكنوا من بيع ما لديهم من إنتاج فضلا عن حظر الأحد الأسواق في جامايكا، وعلى الرغم من مقاومة هذه التدابير من قبل مجلس النواب. فقد ادعى المجلس أن العبيد كانوا معترضين على تدخل البرلمان في شؤون الجزيرة، حيث خشي العديد من مالكي العبيد من الثورات المحتملة. وفي أعقاب سلسلة من الثورات وتغيير المواقف في بريطانيا العظمى، قامت الأمة بإلغاء العبودية رسميا في عام 1834، مع اعلان التحرر التام من العبودية في 1838.
في القرن التاسع عشر، أنشأت بريطانيا عددا من الحدائق النباتية. حيث شملت حدائق كاسلتون، التي أُنشأت في عام 1862 لتحل محل حديقة باث (أنشأت في 1779) التي خضعت للفيضانات. وقد كانت حديقة باث موقعا لزرع شجرة الخبز التي أُحضرت إلى جامايكا من منطقة المحيط الهادئ بواسطة القبطان وليام بلي. ومن الحدائق الأخرى مشتل شجر الكينا الذي تأسس في عام 1868 وحديقة هوب التي تأسست في عام 1874. وفي عام 1872، أصبحت كينجستون عاصمة الجزيرة.
في عام 1945، أصبح السير هوراس هيكتور هيرن كبير القضاة وحارس المحفوظات في جامايكا. وقد ترأس المحكمة العليا، لكينغستون بين عامي 1945 و 1950/1951. ثم انتقل إلى كينيا حيث عُين رئيس المحكمة العليا.
اكتسبت جامايكا ببطء زيادة في الاستقلال عن المملكة المتحدة، وقي عام 1958 أصبحت مقاطعة في اتحاد جزر الهند الغربية، وهو اتحاد بين جزر الهند الغربية البريطانية. وقد حصلت جامايكا على استقلالها الكامل من خلال ترك الاتحاد في عام 1962.

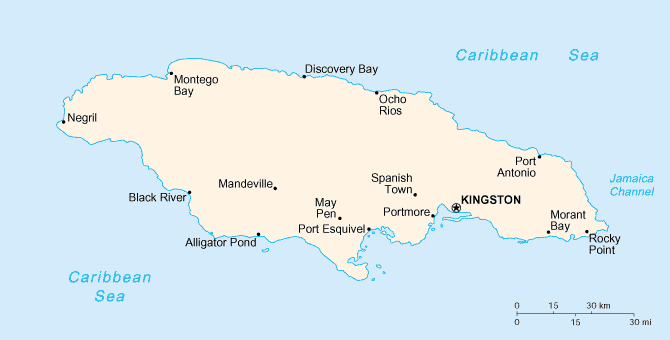
خريطة جامايكا

شهدت السنوات العشر الأولى من الاستقلال وفي ظل الحكومات المحافظة، نموا اقتصاديا قويا، حيث بلغ متوسط النمو نحو ستة في المئة سنويا، وقد قاد هذه الحكومات على التوالي رئيس الوزراء الكسندر بوستامانتي، دونالد سانجستر، وهيو شيرر. كما دُعم النمو بالاستثمارات القوية في البوكسيت / الألومينا، السياحة، والصناعة التحويلية، وإلى حد أقل، في القطاع الزراعي. ومع ذلك، فقد رافق الشعور بالتفاؤل في العقد الأول شعور متنام بعدم المساواة، وشعور بأن منافع الازدهار لم ينتفع منها فقراء المناطق الحضرية. هذا، بالإضافة إلى الآثار المترتبة على تباطؤ الاقتصاد العالمي في عام 1970، والتي دفعت الناخبين لتغيير الحكومة، وانتخاب الحزب الوطني الشعبي (PNP) في عام 1972. وعلى الرغم من الجهود المبذولة لخلق المزيد من السياسات العادلة اجتماعيا في التعليم والصحة، إلا أن جامايكا واصلت التخلف الاقتصادي، حيث انخفض ناتجها القومي الإجمالي في عام 1980 إلى حوالي خمس وعشرين في المئة تحت مستوى عام 1972. وقد رافق ارتفاع الديون المحلية والأجنبية، عجز مالي كبير، مما أدى إلى دعوة من صندوق النقد الدولي (IMF) بتمويل من الولايات المتحدة وغيرها، حيث فرض صندوق النقد الدولي إجراءات صارمة (مع وجود أكثر من 25 ٪ معدل الفائدة سنويا).
استمر التدهور الاقتصادي في منتصف الثمانينات، حيث تفاقم بفعل عدد من العوامل، منها إغلاق أول وثالث أكبر منتجي ألومنيوم ألبارت والكوا، بالإضافة لانخفاض ملحوظ في الإنتاج من جانب ثاني أكبر منتج، شركة ألكان. بالإضافة إلى ذلك، فقد تضاءلت السياحة ورحلت عن جامايكا شركة «مناجم رينولدز جامايكا».

## الحكومة والسياسة

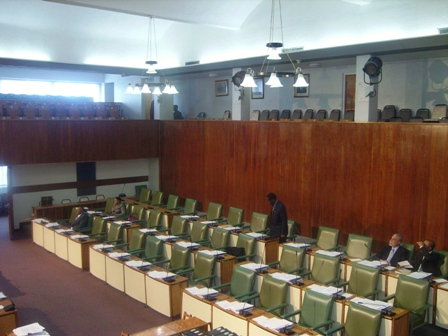
داخل برلمان جامايكا

### النظام الحكم
تُعد جامايكا دولة ديمقراطية برلمانية وملكية دستورية حيث يُمثَل العاهل بواسطة الحاكم العام. ورئيس الدولة هو الملك تشارلز الثالث، الذي يستخدم رسميا لقب «ملك جامايكا» عندما يزور البلاد أو يؤدي واجبات وراء البحار بالنيابة عن جامايكا. ويتم ترشيح الحاكم العام بواسطة رئيس مجلس الوزراء ومجلس الوزراء بأكمله، ويعين من قبل الملك. جميع أعضاء مجلس الوزراء يتم تعيينهم بواسطة الحاكم العام بناء على مشورة رئيس الوزراء. ويقوم العاهل والحاكم العام إلى حد كبير بتأدية الأدوار الشرفية، بصرف النظر عن السلطة الاحتياطية الفعالة لإقالة رئيس الوزراء أو البرلمان.

### الدستور
تمت صياغة الدستور الحالي لجامايكا في عام 1962 بواسطة لجنة مشتركة من حزبي المجلس التشريعي في جامايكا. وقد دخل حيز التنفيذ مع قانون استقلال جامايكا، 1962 من برلمان المملكة المتحدة، الذي أعطى جامايكا المنفى السياسي. وقد تبع ذلك إعادة صياغة للنشيد الوطني للجزيرة.

### البرلمان
يتألف برلمان جامايكا من مجلسين تشريعيين، هما مجلس النواب (المجلس الأدنى) ومجلس الشيوخ (المجلس الأعلى). ويتم انتخاب أعضاء المجلس (المعروفين باسم أعضاء البرلمان أو النواب) بشكل مباشر، ويتم اختيار عضو مجلس النواب الأقدر -في رأي الحاكم العام- على حيازة ثقة أغلبية الأعضاء ليتم تعيينه من قبل الحاكم العام ليكون رئيس الوزراء. ويتم تعيين أعضاء مجلس الشيوخ بشكل مشترك من قبل رئيس الوزراء وزعيم المعارضة في البرلمان.
في شباط / فبراير 2006، انتخبت بورتيا سيمبسون ميلر من قبل مندوبي الحزب الحاكم الحزب الشعبي الوطني (PNP) لتحل محل باترسون كرئيس الحزب. وفي نهاية آذار / مارس 2006 عندما استقال باترسون، أصبحت سيمبسون ميلر أول امرأة تشغل منصب رئيس وزراء جامايكا. وقد كان باترسون رئيس الوزراء السابق يتولى منصب الرئيس منذ عام 1992 عندما استقال مايكل مانلي. حيث أعيد انتخاب باترسون ثلاث مرات كان آخرها في عام 2002.
في 3 أيلول / سبتمبر 2007، تم التصويت لبروس غولدينغ من حزب العمل كرئيس الوزراء المكلف بعد تحقيق انتصار 33 مقعدا مقابل 27 لبورتيا سيمبسون ميلر من الحزب الوطني الشعبي في انتخابات جامايكا العامة 2007. حيث اعترفت بورتيا سيمبسون ميلر بهزيمتها في 5 أيلول / سبتمبر 2007  وفي 11 أيلول / سبتمبر 2007، بعد أن أدى اليمين أمام الحاكم العام كينيث هول، تولى بروس غولدينغ منصب رئيس وزراء جامايكا.

### أحزاب
حازت جامايكا تقليديا على نظام الحزبين، حيث تنقلت السلطة غالبا بين الحزب الوطني الشعبي (PNP) وحزب العمال جامايكا (JLP). ومع ذلك، فعلى مدى العقد الماضي تشكل حزب سياسي جديد يسمى الحركة الديمقراطية الوطنية (NDM) والتي ظهرت في محاولة للطعن في نظام الحزبين، على الرغم من أنه أصبح غير ذي صلة إلى حد كبير في هذا النظام، حيث حصل على 540 صوتا فقط من أكثر من 800,000 صوت مدلى بهم في انتخابات 3 سبتمبر. وتعتبر جامايكا عضو كامل ومشارك في المجتمع الكاريبي (كاريكوم).

### الأبرشيات
تقسم جامايكا إلى 14 أبرشية، والتي تتوزع في ثلاث مقاطعات تاريخية ليس لها أهمية إدارية.

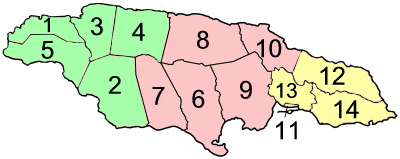
خريطة أبرشيات جامايكا

| مقاطعة كورنوال | مقاطعة كورنوال       | العاصمة       | كم2   | مقاطعة ميدلسكس | مقاطعة ميدلسكس     | العاصمة      | كم2   | مقاطعة ساري | مقاطعة ساري       | العاصمة      | كم2 |
| 1              | أبرشية هانوفر        | لوسيا         | 450   | 6              | أبرشية كلارندون    | ماي بن       | 1,196 | 11          | أبرشية كينغستون   | كينغستون     | 25  |
| 2              | أبرشية سانت اليزابيث | النهر الأسود  | 1,212 | 7              | أبرشية مانشستر     | ماندفيل      | 830   | 12          | أبرشية بورتلاند   | بورت أنتونيو | 814 |
| 3              | أبرشية سانت جاميس    | مونتيغو باي   | 595   | 8              | أبرشية سانت آن     | سانت آنز باي | 1,213 | 13          | أبرشية سانت أندرو | هاف واي تري  | 453 |
| 4              | أبرشية تريلاوني      | فولماوث       | 875   | 9              | أبرشية سانت كاثرين | سبانيش تاون  | 1,192 | 14          | أبرشية سانت توماس | مورانت باي   | 743 |
| 5              | أبرشية ويستمورلاند   | سافانا-لا-مار | 807   | 10             | أبرشية سانت ماري   | بورت ماريا   | 611   |             |                   |              |     |

## الجغرافيا

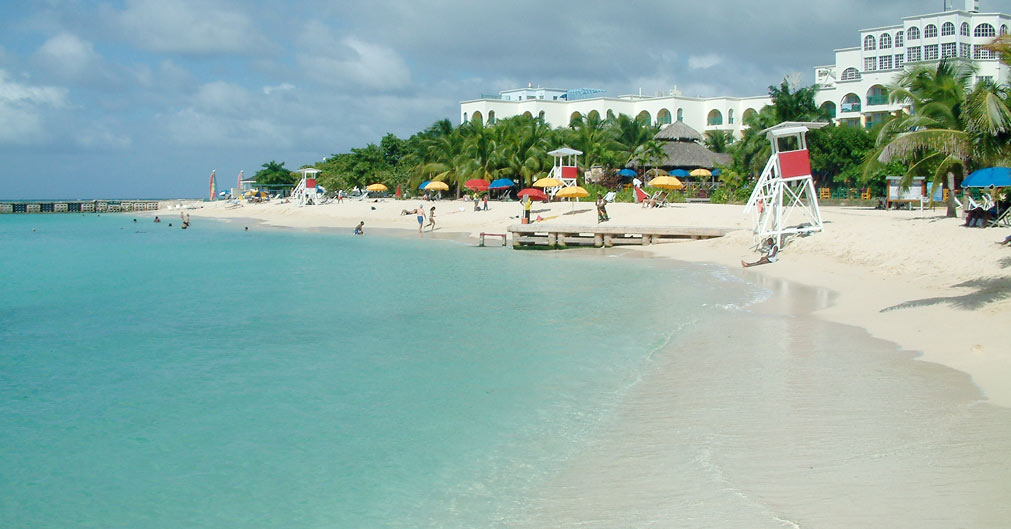
نادي دكتور كيف بيتش وهو مقصد مشهور في مونتيغو باي.

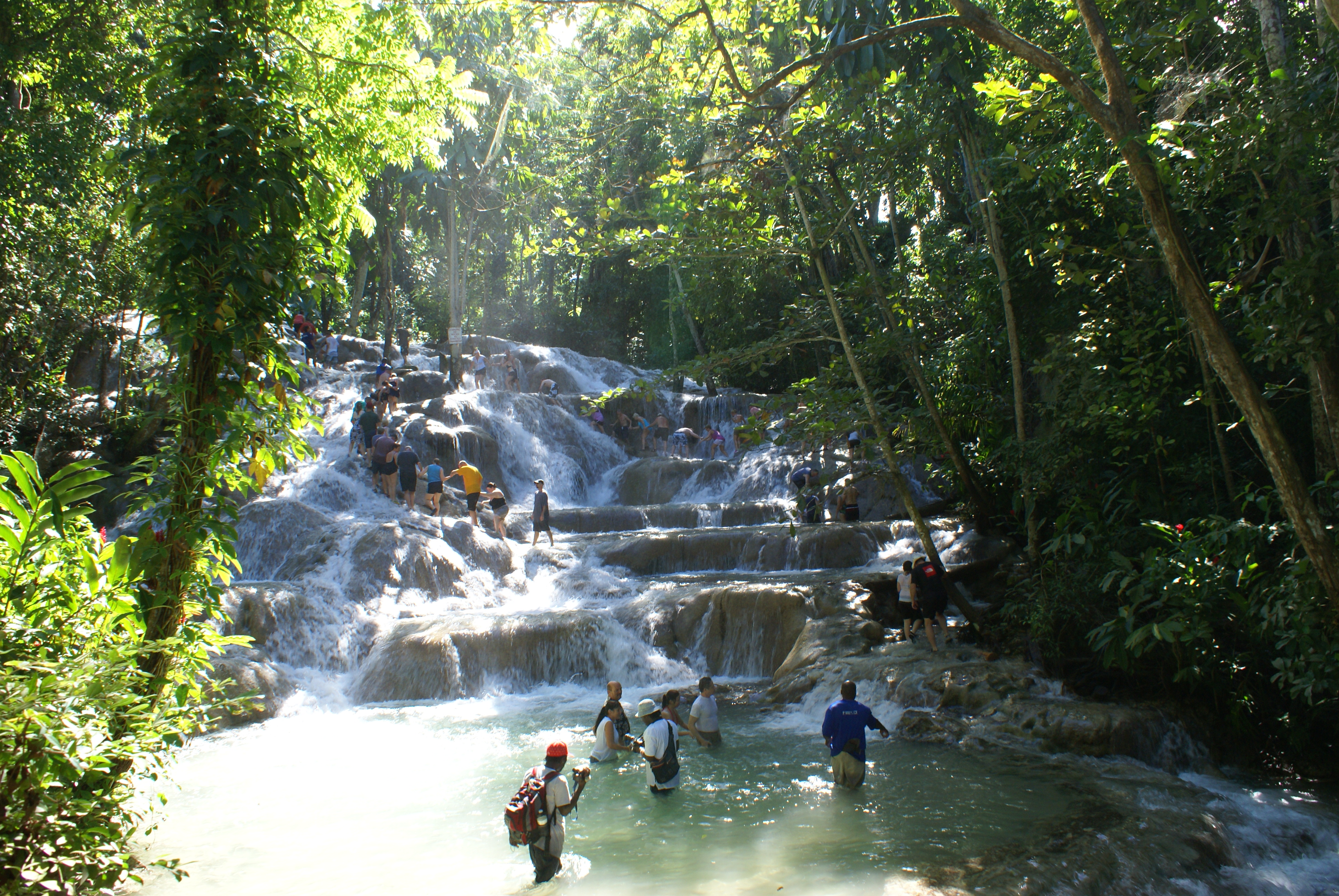
شلالات نهر دان الخلابة في أوكتوريوس.

جامايكا هي ثالث أكبر جزيرة في البلاد ورابع أكبر دولة في البحر الكاريبي. الجزيرة هي موطن الجبال الزرقاء الداخلية ومحاط السهل الساحلي الضيق.

### البلديات
معظم البلدات والمدن الرئيسية التي تقع على الساحل. رئيس البلدات والمدن وتشمل كينغستون عاصمة، بورتمور، المدينة الإسبانية، ماندفيل، أوكتوريوس، ميناء إنطونيو، نيغريل، ومونتيغو باي. في مرفأ كينغستون هي واحدة من أكبر المرافئ الطبيعية في العالم. هناك العديد من المعالم السياحية المنتشرة في جميع أنحاء البلاد، بما في ذلك دان وشلالات نهر في سانت آن، يس شلالات في سانت إليزابيث، الأزرق لاجون في بورتلاند، وبورت رويال، التي كانت مسرحا للزلزال الذي ساعد على شكل الجزيرة Palisadoes.

### المناخ
مناخ استوائي في جامايكا، مع الطقس الحار والرطب، على الرغم من ارتفاع المناطق الداخلية هي أكثر اعتدالا. بعض المناطق على الساحل الجنوبي، مثل سهل Liguanea والسهول بيدرو، وجافة نسبيا المطر في مناطق الظل. جامايكا تقع في حزام الأعاصير في المحيط الأطلسي، ونتيجة لذلك اكتسبت الجزيرة خبرات كبيرة في بعض الأحيان من أضرار العواصف. أعاصير تشارلي وجيلبرت ضرب جامايكا مباشرة في عامي 1951 و 1988، على التوالي، مما تسبب في أضرار كبيرة والعديد من الوفيات. في 2000s، والأعاصير إيفان، عميد الكلية، وغوستاف جلبت أيضا الظروف المناخية القاسية للجزيرة.

## السكان

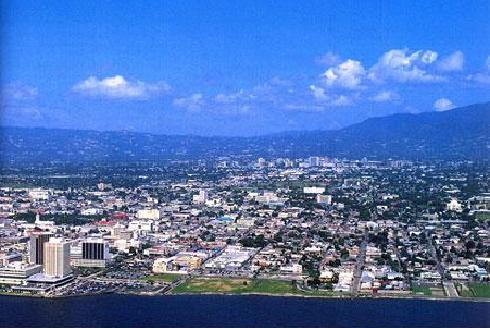
منظر لمدينة كينغستون

### الأصول العرقية
وفقا لتعداد عام 2001، يتألف شعب جامايكا بشكل رئيسي من أشخاص من أصول أفريقية (في إشارة إلى أولئك الذين لديهم أصول بالدرجة الأولى من أفريقيا)، حيث يمثلون 91.2 ٪ من التركيبة السكانية. ويشكل الجامايكيين متعددو الأعراق 6.2 ٪ من السكان. وغيرهم من الجامايكيين «أو غير المعروفين» (بما في ذلك الجامايكيين الهنود، الصينيين، البريطانيين، الأيرلنديين، الألمان) يشكلون 2.6 ٪ من السكان. ارتفع معدل الهجرة بشكل كبير من الصين، هايتي، كوبا، كولومبيا، وغيرها من بلدان أمريكا اللاتينية؛ حيث يقيم 20,000 شخص من أميركا اللاتينية حاليا في جامايكا. كما أقام 7,000 أميركي أيضا في جامايكا.

### اللغة
اللغة الرسمية في جامايكا هي اللغة الإنجليزية. ومع ذلك يتحدث الجامايكيين إنجليزية هجينة تعرف باسم الباتوا الجامايكية.

### الهجرة
هاجر الجامايكيين إلى بلدان أخرى، وخاصة إلى المملكة المتحدة، الولايات المتحدة، وكندا. في حالة الولايات المتحدة، يتم منح الإقامة الدائمة لحوالي 20,000 جامايكي سنويا. ويعرف العدد الكبير من الجامايكيين الذين يعيشون في الخارج باسم شتات «جامايكا». وهناك أيضا هجرة الجامايكيين لكوبا. وقد توسع نطاق الهجرة ليشمل كيانات البحر الكاريبي الأخرى مثل بورتوريكو، غيانا، وترينيداد وتوباجو.
يتركز المغتربين الجامايكيين بأعداد كبيرة في عدد من المدن في الولايات المتحدة، منها مدينة نيويورك، بافالو، ميامي، أتلانتا، اورلاندو، تامبا، واشنطن العاصمة، فيلادلفيا، هارتفورد، بروفيدانس، ولوس أنجلوس. وفي كندا، يتركز السكان الجامايكيين في تورونتو، وهناك جماعات صغيرة في مدن مثل هاملتون، مونتريال، فانكوفر، وأوتاوا. أما في المملكة المتحدة، فتتواجد التجمعات الجامايكية في معظم المدن الكبرى حيث يشكلون الجزء الأكبر من المجتمع البريطاني الكاريبي.

### الدين
يشكل المسيحيون غالبية السكان بحوالي 65 في المئة. كما ينتشر الإيمان المسيحي بسرعة، حيث انضمت حركة أبوليأيشنيست المسيحية البريطانية للمتعلمين - العبيد السابقين - في النضال ضد العبودية.[بحاجة لمصدر] جدير بالذكر أن أكبر خمس طوائف في جامايكا هم: كنيسة الله، السبتية، المعمدانية، الخمسينية، والانجليكانية. 
وهناك ديانات أخرى منتشرة في جامايكا تشمل الإسلام، البهائية حيث يوجد حوالي 8000 بهائي وهناك 21 جمعية محلية روحية، البوذية،
والهندوسية. وهناك أيضا عدد قليل من السكان اليهود، يقدر عددهم بـ 200 تقريبا، وهم يصفون أنفسهم بأنهم ليبراليون محافظون. وترجع جذور أول مجموعة من اليهود في جامايكا إلى مطلع القرن الخامس عشر. إسبانيا والبرتغال.
يقدر الإسلام في جامايكا إجمالي عدد السكان المسلمين 5,000.

#### قدوم المسلمون
تختلف وتتنوَّع الروايات حول دخول الإسلام إلى جزيرة جامايكا، فأغلبها يؤكد أسبقية وصول المسلمين لدول الأمريكتين والكاريبي عامة، وجزيرة جامايكا خاصة، قبل أن يصلها المستكشفون الأوروبيون.

### دلائل
إن الدلائل على وجود مسلمين في جامايكا متعددة؛ حيث تتمثل في المنحوتات والكتابات المحفورة في تضاريسها الممتدة، كما تم العثور على عملات معدنية في المنطقة الجنوبية من الكاريبي، ومنها كمية كبيرة من العملات الرومانية ترجع إلى عهد أغسطس، من بينها قطعتان عربيتان، ولا ننسى أن العملات الرومانية ظلَّت مستخدمة في القرون الوسطى.
وكل ذلك؛ يدل على أن سفينة كان يستقلها مسلمون قُدِّمَت من إسبانيا أو شمال أفريقيا، وقد عبرت الأطلسي خلال العام 800م.
وتُعَد هذه العملات بمنزلة دليل قوي على رجاحة ما يكتبه المؤرخون والجغرافيون المسلمون بشأن رحلات بحارة ومغامرين مسلمين عبر الأطلسي، كالشريف الإدريسي -أكبر جغرافيي الأندلس القديمة في كتابه «جغرافيا الإدريسي».
جاء المسلمون الأوائل إلى جامايكا كعبيدٍ أفارقة على متن السفن بعد أن تَمّ بيعهم إلى التجار، ومع مرور الوقت فقد الكثير منهم هويتهم الإسلامية لإرغامهم على عدم القيام بالممارسات الدينية في مجموعات. ولكن المؤمنين الأفارقة حاولوا باستمرار الحفاظ على الشعائر الإسلامية سرًّا.

## الثقافة

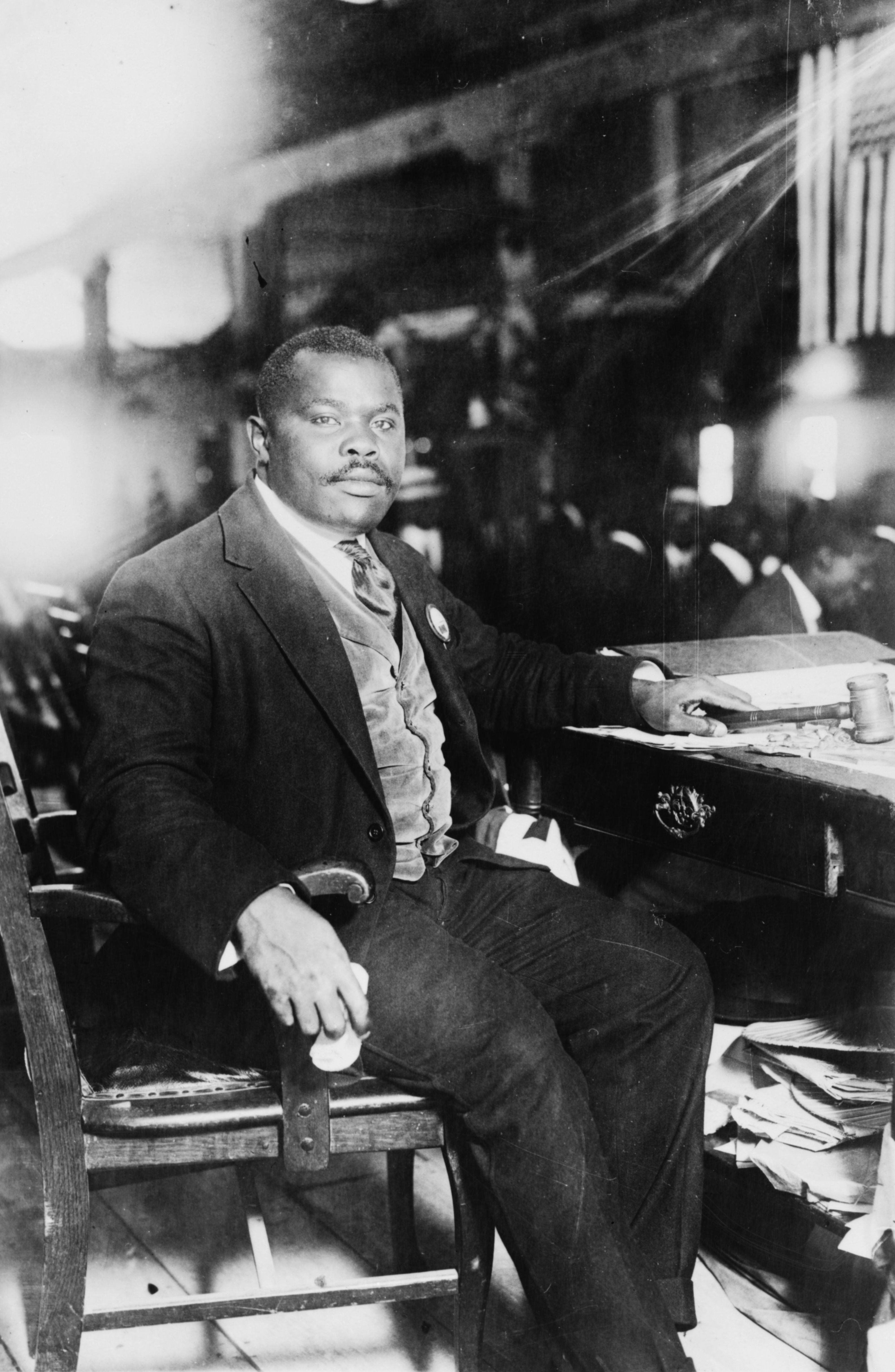
ماركوس غارفي، الأب الشرعي لحركة العودة إلى أفريقيا وأول بطل قومي في جامايكا.

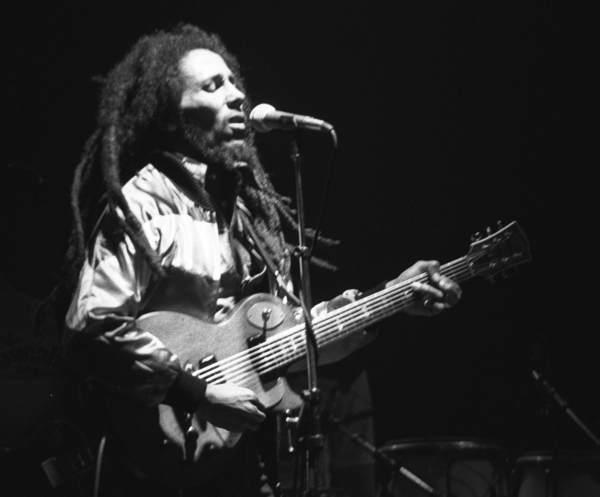
بوب مارلي، مغني الريجي الجامايكي الأكثر شهرة.

على الرغم من أنها دولة صغيرة، إلا أن جامايكا غنية بالثقافة، ولها وجود عالمي قوي. فالأنواع الموسيقية الريجي، سكا، مينتو، روكستيدي، دب، ومؤخرا، دانسهول وراجا قد نشأت جميعها في صناعة التسجيلات المحلية النابضة بالحياة في المناطق الحضرية من الجزيرة. وقد لعبت جامايكا أيضا دورا هاما في تطوير موسيقى البانك روك، من خلال موسيقى الريجي وسكا. كما أثرت موسيقى الريجي على موسيقى الراب الأمريكية، حيث يتشاركان جذورهما بالأسلوب الإيقاعي الإفريقي. وهناك بعض مغني الراب من أصل جامايكي مثل نوتوريوس بي أي جي وهيفي دي. كما ولد مغني الريجي المعروف دوليا بوب مارلي في جامايكا، وهو يحظى باحترام شديد هناك. ويوجد العديد من الفنانين المعروفين دوليا الذين ولدوا في جامايكا، منهم: لي «سكراتش» بيري، بيتر توش، باني وايلر، بيج يوث، جيمي كليف، دنيس براون، ديزموند ديكر، بيريس هاموند، بيني مان، شاجي، غريس جونز، شابا رانكس، سوبر كات، بوجو بانتون، شون بول، أي وين، باونتي كيلر والكثير غيرهم. ومن مجموعات الفن الشهيرة -الفرق- التي جاءت من جامايكا: بلاك أوهورو، ثيرد وورلد باند، انر سيركل، شاليك ريجي باند، كالتشر، فاب فايف ومورغان هيريتيدج. وقد ظهر نوع موسيقى الغابة من الشتات الجامايكي في لندن. كما تدين ولادة موسيقى الهيب هوب في نيويورك بالكثير للمجتمع الجامايكي بالمدينة.
تأسست الحركة الراستافارية في جامايكا. وتسمى أيضا بحركة العودة إلى أفريقيا، وتعتقد الحركة أن ملك أثيوبيا هيلا سيلاسي كان مجسد الإله، المسيح الأسود العائد، أتي ليأخذ الاثنا عشر قبيلة مفقودة من إسرائيل للعودة إلى العيش معه في جبل صهيون المقدس في عالم مثالي يسوده السلام والمحبة والوئام. وقد نشر بوب مارلي، عند تحوله إلى الإيمان، رسالة الراستافارية إلى العالم. وتشير التقديرات إلى أنه هناك أكثر من مليون راستفاري في جميع أنحاء العالم.
استخدم إيان فليمينغ، الذي عاش في جامايكا، الجزيرة بشكل متكرر كدعامة في روايات جيمس بوند، بما في ذلك عش ودعه يموت، دكتور نو، فقط من أجل عينيك، والرجل ذو المسدس الذهبي واوكتوبوسي. بالإضافة إلى ذلك، استخدم جيمس بوند جامايكا كغطاء في كازينو رويال. وحتى الآن، يعد دكتور نو هو فيلم جيمس بوند الوحيد الذي تم تصويره في جامايكا، ومع ذلك فالتصوير في الجزيرة الخيالية سان مونيك في فيلم عش ودعه يموت، وقع أحداثه في جامايكا.
يعد الفيلم الأميركي كوكتيل، بطولة توم كروز، أحد الأفلام الأكثر شعبية التي تم تصويرها في جامايكا. وقد تم تقديم نظرة على الشباب الجانحين في جامايكا في فيلم الجريمة الموسيقي ذا هاردر زي كم في السبعينيات، بطولة جيمي كليف في دور موسيقي الريجي السيكوباتي والمصاب بالإحباط الذي انزلق إلى موجة من جرائم القتل. وهناك فيلم آخر ذو شعبية تدور أحداثه في جامايكا وهو الفيلم الكوميدي كول رننج في 1993، وهو مقتبس عن قصة حقيقية لمنتخب جامايكا للمزلقة وهو في أول محاولة له للوصول لدورة الألعاب الأولمبية الشتوية.
عاش ايرول فلين مع زوجته الثالثة باتريس ويمور في ميناء انطونيو في الخمسينات. حيث كان مسؤولا عن تطوير السياحة في هذه المنطقة، ونشر شعبية رحلات الطوف أسفل أساسات الأنهار على قوارب الخيزران.
تشتهر الجزيرة بالتقديد بالتوابل الجامايكية الذي يشكل جزءا من المأكولات الشعبية في جامايكا. وتعد جامايكا أيضا موطن لذات الشهرة العالمية بيرة الشريط الأحمر وقهوة الجبل الأزرق الجامايكي.

### الرموز الوطنية
- الطائر الوطني - دكتور بيرد (الأخضر والأسود Streamertail، polytmus Trochilus)
- الزهرة الوطنية - خشب القديسين جياك officinale)
- الشجرة الوطنية - الميهو الأزرق (الكركديه elatus)
- الطعام الوطني -- آقية & سمك مملح
- الشعار الوطني -- «من الكثيرين، شعب واحد». (الوحدة بين العديد من الثقافات والأعراق.)

### الرياضة

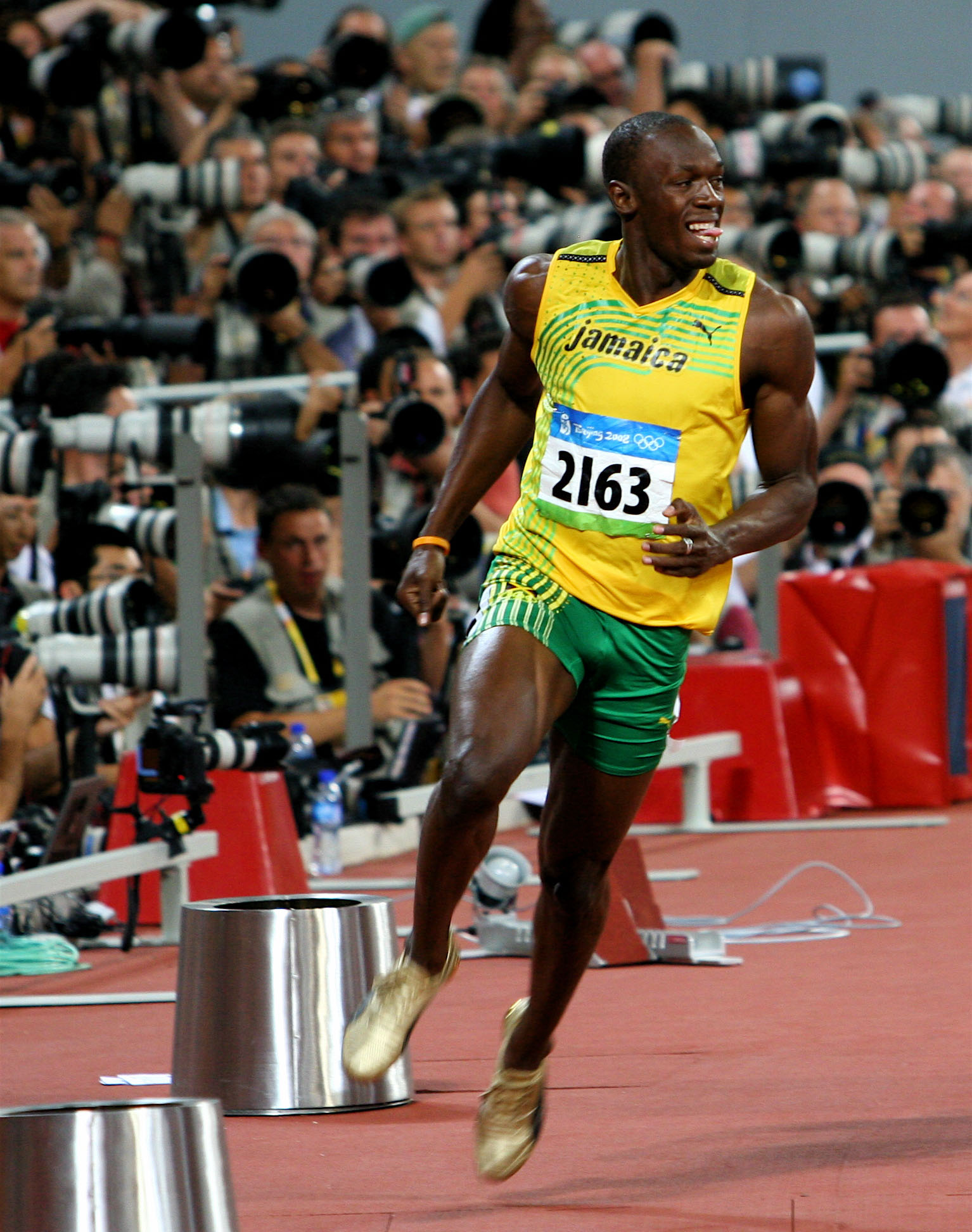
يوسين بولت، واحد من أشهر الرياضيين بجامايكا.

تعد الرياضة جزءا لا يتجزأ من الحياة الوطنية في جامايكا، حيث يميل رياضيي الجزيرة إلى الأداء بمستوى أعلى بكثير مما يمكن أن توقعه عادة من مثل هذا البلد الصغير. في حين أن الرياضة المحلية الأكثر شعبية هي كرة القدم، فعلى الصعيد العالمي يميل الجامايكيين إلى الأداء الجيد وبشكل خاص في الرياضات التي تنطوي على الاعتماد بدرجة كبيرة على القوة البدنية.
منذ الاستقلال، ما فتئت جامايكا أن تنتج رياضيين عالميين في سباقات المضمار والميدان، فتبدأ المشاركة في ألعاب القوى في جامايكا في سن مبكرة جدا، فمعظم المدارس الثانوية تقوم ببرامج ألعاب قوى صارمة مع كبار الرياضيين الذين يتنافسون في المسابقات الوطنية (وأبرزها VMBS بنات وبنين بطولة العاب القوى)، واللقاءات الدولية (وأبرزها سباقات بنسلفانيا). فمن المألوف في جامايكا للرياضيين الشباب أن يحظوا بتغطية صحفية وشهرة واسعة على المستوى الوطني قبل وقت طويل من وصولها على الساحة الدولي لألعاب القوى.
على مدى العقود الست الماضية، أنتجت جامايكا عشرات العدائين من الطبقة العالمية منهم يوسين بولت، حامل الرقم القياسي العالمي في سباق 100m للرجال في 9.58s، و 200m للرجال في 19.19s. ونذكر هنا عداءين جامايكيين آخرين مثل: دونالد كواري، مرلين اوتي، ديلورين اينيس لندن، شيلي إن فريزر، كيرون ستيوارت، ألين بيلي، جولييت كوثبرت، فيرونيكا كامبل براون، شيرون سيمبسون، بريجيت فوستر هيلتون، يوهان بليك، وحامل الرقم القياسي العالمي السابق في سباق 100m أسافا باول.
كما أصدرت جامايكا العديد من الملاكمين من الطراز العالمي من الهواة والمحترفين مثل تريفور بربيك ومايك ماكالوم. وقد واصل الرياضيون من الجيل الثاني صناعة تأثير كبير على هذه الرياضة على الصعيد الدولي، وخصوصا في المملكة المتحدة، حيث أن قائمة كبار الملاكمين البريطانيين المولودين في جامايكا أو من والدين جامايكيين تشمل الجامايكي كريس يوبانك، أودلي هاريسون، ديفيد هاي، لينوكس لويس، وفرانك برونو.
من الرياضات الأخرى ذات الشعبية في جامايكا الكريكيت وسباقات الخيل. فينافس فريق جامايكا الوطني للكريكيت إقليميا، ويوفر أيضا اللاعبين للمشاركة في جزر الهند الغربية. كما تأهل الفريق الوطني لكرة القدم لكأس العالم لكرة القدم 1998.
كما كان منتخب جامايكا الوطني للمزلقة منافسا خطيرا في دورة الألعاب الأولمبية الشتوية، حيث تغلب على العديد من الفرق القوية. وهناك أيضا قدر ملحوظ من لعبة الغولف في جامايكا، ولكنه يركز على ما يبدو على سوق السياحة الدولية.[بحاجة لمصدر]
كما يلعب الشطرنج، البليارد، وكرة السلة على نطاق واسع في جامايكا، حيث يتم دعمهم من اتحاد الشطرنج (JCF)، واتحاد جامايكا للبليارد (JPPF)، واتحاد جامايكا لكرة السلة (JBF). وتحظى لعبة كرة الشبكة أيضا بشعبية كبيرة في الجزيرة، حيث يعرف المنتخب الوطني لكرة الشبكة ببنات الشمس المشرقة وهو دائما في ترتيب الخمسة الأوائل في العالم.

## التعليم في جامايكا
أدى تحرر العبيد لإنشاء نظام التعليم الجامايكي للجماهير. فقبل التحرر كان هناك عدد قليل من المدارس لتعليم السكان المحليين. حيث أرسل العديد من الأشخاص أبنائهم إلى إنكلترا للحصول على جودة التعليم.
وبعد التحرر، منحت لجنة الهند الغربية مبلغا من المال لإنشاء المدارس الابتدائية، التي تعرف الآن باسم مدارس جميع الأعمار. معظم هذه المدارس أنشئت من قبل الكنائس. حيث كان هذا هو نشأة النظام الحديث للتعليم الجامايكي.
حلّت جامايكا في المرتبة 78 في مؤشر الابتكار العالمي عام 2023، وتراجعت للمركز 79 في مؤشر عام 2024.

### المدارس
- مرحلة الطفولة المبكرة:- الأساسية، الرضع ومن في مرحلة ما قبل المدرسة التي يديرها القطاع الخاص. المجموعة العمرية—1—5 سنوات.
- الابتدائي:- المملوك للقطاع العام والخاص (حيث تسمى المملوكة للقطاع الخاص بالمدارس التحضيرية). تتراوح الأعمار من 5—10 سنوات.
- الثانوي:- المملوك للقطاع العام والخاص. تتراوح الأعمار بين 10—18 سنوات. قد تكون المدارس الثانوية في جامايكا إما مؤسسات تعليمية أحادية الجنس أو مشتركة، وتتبع العديد من المدارس التقليدية نموذج قواعد اللغة الإنكليزية في المدارس المستخدم في جميع أنحاء جزر الهند الغربية البريطانية.

### الجامعات
- التعليم العالي -- كليات المجتمع، كليات المعلمين والمعلمين مع كلية ميتشو (الآن جامعة ميتشو) التي تأسست في عام 1836، ومراكز التدريب المهني والكليات والجامعات—المملوكة للقطاع العام والخاص. وهناك خمس جامعات محلية هي: جامعة جزر الهند الغربية (فرع مونا)، جامعة التكنولوجيا، جامايكا سابقا كلية الفنون والعلوم والتكنولوجيا (كاست)، جامعة شمال الكاريبي سابقا كلية جزر الهند الغربية، كلية وجامعة الكاريبي، والجامعة الدولية في منطقة البحر الكاريبي. وبالإضافة إلى ذلك، هناك الكثير من كليات المجتمع وتدريب المعلمين.

تمتد مجانية التعليم من مرحلة الطفولة المبكرة إلى المرحلة الثانوية. وهناك أيضا فرص لأولئك الذين لا يستطيعون تحمل المزيد في ساحة التعليم المهني من خلال توظيف وتدريب الموارد البشرية، الوكالة الوطنية للتدريب (برنامج هارت تراست NTA (، ومن خلال شبكة واسعة النطاق للمنح الدراسية لمختلف الجامعات.

## الاقتصاد
يعد اقتصاد جامايكا اقتصاد مختلط حيث يحتوي على كل من مؤسسات الدولة وشركات القطاع الخاص. أما القطاعات الرئيسية لاقتصاد جامايكا فتشمل الزراعة، التعدين، الصناعة التحويلية، والسياحة، والخدمات المالية وخدمات التأمين. وتعد السياحة والتعدين هما المجالات الرائدة في جلب العملات الأجنبية.
بدعم من المؤسسات المالية المتعددة الأطراف، سعت جامايكا منذ أوائل الثمانينيات، إلى تنفيذ الإصلاحات الهيكلية الهادفة إلى تعزيز نشاط القطاع الخاص وزيادة دور قوى السوق في تخصيص الموارد. ومنذ عام 1991، اتبعت الحكومة برنامجا لتحرير الاقتصاد وتحقيق الاستقرار من خلال إزالة الرقابة على الصرف، وتعويم سعر الصرف، وخفض التعريفات الجمركية، استقرار العملة في جامايكا، والحد من التضخم وإزالة القيود المفروضة على الاستثمار الأجنبي. وقد تم التشديد على الحفاظ على الانضباط المالي الصارم، وزيادة الانفتاح على التجارة والتدفقات المالية، وتحرير الأسواق وتخفيض في حجم الحكومة. وخلال هذه الفترة، عادت نسبة كبيرة من الاقتصاد إلى ملكية القطاع الخاص من خلال تصفية الاستثمار وبرامج الخصخصة.
تم تقديم برنامج تحقيق الاستقرار للاقتصاد الكلي في عام 1991، الذي ركز على السياسات المالية والنقدية، وساهم في التحكم في تخفيض معدل التضخم. وقد انخفض معدل التضخم السنوي من نسبة عالية من 80.2 ٪ في عام 1991 إلى 7.9 ٪ في عام 1998. حيث كان التضخم لFY1998/99 بنسبة 6.2 ٪ مقارنة ب 7.2 ٪ في الفترة نفسها من عام CUU1997/98. ولا تزال حكومة جامايكا ملتزمة بتخفيض معدلات التضخم، حيث يعد الهدف طويل الأجل هو جعله منسجما مع مثيله عند شركائها التجاريين الرئيسيين.
بعد فترة من النمو المستقر من 1985 إلى 1995، انخفض الناتج المحلي الإجمالي الحقيقي بنسبة 1.8 ٪ و 2.4 ٪ في عامي 1996 و 1997 على التوالي. حيث كان هذا الانخفاض في الناتج المحلي الإجمالي في عامي 1996 و 1997 بسبب مشاكل كبيرة في القطاع المالي، وفي عام 1997 شهدت الجزيرة موجة جفاف قاسية (الأسوأ في 70 عاما) مما أدى لانخفاض شديد في الإنتاج الزراعي. وفي عام 1997 وصل الناتج المحلي الإجمالي الاسمي لنحو 220,556.2 مليون دولار جامايكي (أي 6,198.9 مليون دولار أمريكي على أساس متوسط سعر الصرف السنوي لتلك الفترة).

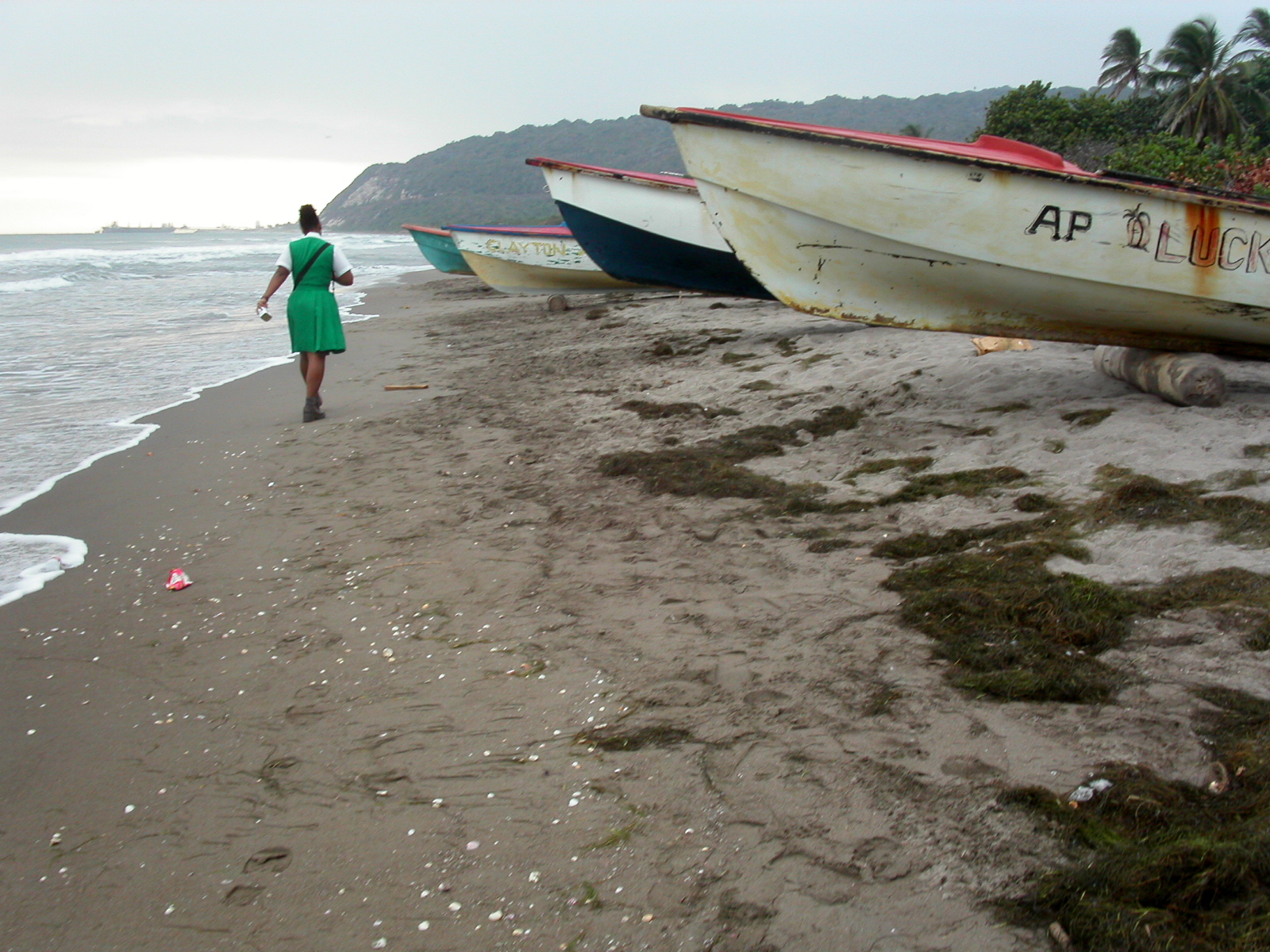
قوارب الصيد وسفن شحن البوكسيت تتشارك الممرات المائية بالقرب من بركة التمساح، جامايكا

تميز الاقتصاد في عام 1997 بانخفاض مستويات نمو الواردات، وارتفاع مستويات تدفقات رأس المال الخاص بالإضافة للاستقرار النسبي في سوق الصرف الأجنبي.
أظهر الأداء الاقتصادي مؤخرا تعافي الاقتصاد الجامايكي. حيث ارتفع الإنتاج الزراعي، وهو محركا مهما للنمو بنسبة 15.3 ٪ في الربع الثالث من عام 1998 مقارنة بالفترة نفسها من عام 1997، مما يشير إلى أول معدل نمو ايجابي في هذا القطاع منذ يناير 1997. وارتفع إنتاج البوكسايت والألومينا بنسبة 5.5 ٪ من يناير إلى ديسمبر 1998 مقارنة مع الفترة نفسها من عام 1997. وقد سجل إنتاج البوكسيت في يناير زيادة بنسبة 7.1 ٪ بالمقارنة مع يناير 1998، واستمرار التوسع في إنتاج الألومينا خلال عام 2009 المخطط بواسطة الكوا. كما أظهرت السياحة تحسنا أيضا، وهي تعد أكبر مصدر للنقد الأجنبي. وق شهد الربع الثالث من عام 1998، نموا متسارعا في عدد السائحين الوافدين مع زيادة إجمالية قدرها 8.5 في المائة في عائدات السياحة في عام 1998 بالمقارنة مع الفترة نفسها من عام 1997. ومن صادرات جامايكا الزراعية: السكر، الموز، القهوة، الروم، واليام.
تأتي جامايكا في المرتبة الثانية في تصدير البوكسيت في العالم، بعد أستراليا.
لدى جامايكا تشكيلة واسعة من الأنشطة الصناعية والتجارية. ولديها صناعة طيران قادرة على أداء معظم أعمال صيانة الطائرات الروتينية، عدا إجراء إصلاحات هيكلية ثقيلة. وهناك قدر كبير من الدعم التقني لمشاريع النقل والطيران الزراعي. ولدى جامايكا قدر كبير من الهندسة الصناعية، الصناعات الخفيفة، بما في ذلك تصنيع المعادن، السقوف المعدنية، وصناعة الأثاث. كما يمكن ايجاد: تجهيز الطعام والمشروبات، صناعة الأواني الزجاجية، وبرامج الحاسوب ومعالجة البيانات، الطباعة والنشر، الاكتتاب في التأمين، الموسيقى وتسجيلها، وأنشطة التعليم. وتعتبر صناعة البناء الجامايكية مكتفية ذاتيا تماما، مع المعايير التقنية والتوجيه المهني.
مر الاقتصاد الجامايكي منذ الربع الأول من عام 2006، بفترة من النمو الثابت. حيث انخفضت معدلات التضخم لعام 2006 إلى 6.0 ٪ وانخفض معدل البطالة إلى 8.9 ٪، كما نما الناتج المحلي الإجمالي الاسمي لأول مرة بنسبة 2.9 ٪. حيث ساهم في هذا الرقم كلا من: برنامج الاستثمار في النقل والبنية التحتية للجزيرة، المكاسب التي تحققت في السياحة، والتعدين، وقطاع الخدمات. وتشير كل التوقعات لعام 2007 إلى احتمال كبير للنمو الاقتصادي بجميع التقديرات أكثر من 3.0 ٪، معاقا فقط بالجريمة في المناطق الحضرية والسياسات العامة.
في عام 2006، أصبحت جامايكا جزءا من الوق والاقتصاد الموحد للمجموعة الكاريبية بوصفها واحدة من الأعضاء الرائدة.

### التجارة الدولية
- الصادرات :- (1999) 1,238 مليار دولار (الموارد الطبيعية: 55.7 ٪، 19.1 ٪ للأغذية، الموز 4 ٪، والكيماويات بنسبة 3.6 ٪، والمعادن 2.2 ٪). البلدان المستوردة الرئيسية: الولايات المتحدة 33.4 ٪، كندا 14.1 ٪، المملكة المتحدة 13.4 ٪، هولندا 10.2 ٪، النرويج 5.8 ٪، فرنسا 5 ٪، ألمانيا 4 ٪، واليابان 2.3 ٪.
- الواردات :- (1999) 2,89 مليار دولار (الطاقة 50.5%، الماكينات والمعدات بنسبة 7.6 ٪، والسلع الاستهلاكية 33.2 ٪). البلدان المصدرة الرئيسية: الولايات المتحدة 48.1 ٪، ترينيداد وتوباجو 7.8 ٪، اليابان 6.9 ٪، وفرنسا 5 ٪، المملكة المتحدة 3.7 ٪، وكندا 3 ٪.
- الصادرات والواردات :- لشهر يناير 2007 -
- الصادرات :- (يناير 2007) إجمالي صادرات السلع 166495 (ألف دولار أمريكي) (صادرات العام السلعية 93.4 ٪، صادرات المنطقة الحرة بنسبة 2.6 ٪، البضائع التي تم شراؤها في الموانئ 4.0 ٪).
- الواردات : (يناير 2007): مجموع استيراد السلع +511015 (ألف دولار أمريكي)؛ واردات العام السلعية 97.8 ٪، واردات المنطقة الحرة بنسبة 0.3 ٪، البضائع التي تم شراؤها في الموانئ 1.8 ٪).

## النقل والمواصلات

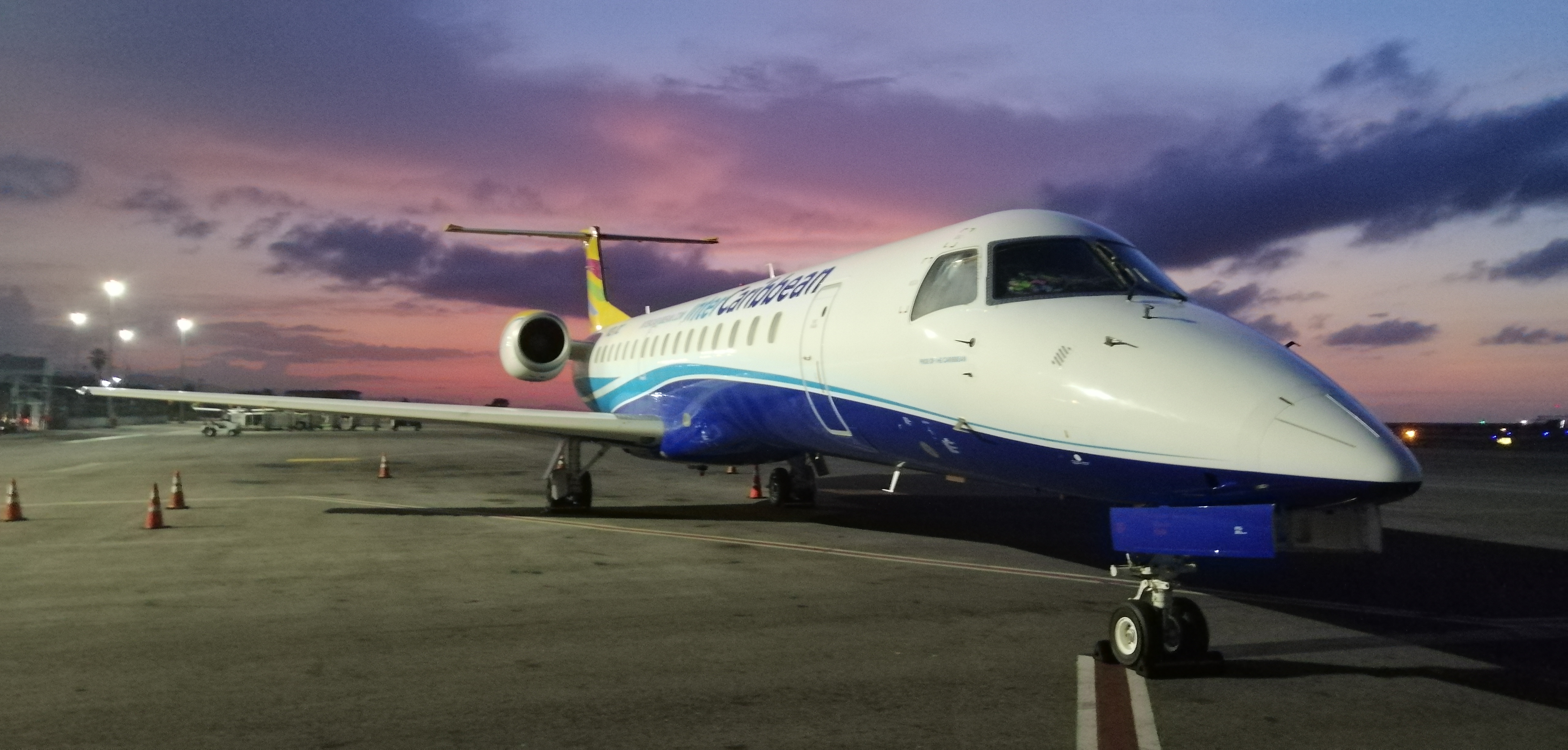
طيران إمبراير إنتر كاريبيان في مونتيغو باي، جامايكا

تتكون البنية التحتية للنقل في جامايكا من طرق، سكك حديدية والنقل الجوي، حيث تشكل الطرق العمود الفقري للجزيرة في نظام النقل الداخلي.

### الطرق
تتكون شبكة النقل في جامايكا مما يقرب من 13049 ميل (21,000 كلم) من الطرق، ممهد منها ما يزيد على 9321 ميل (15,000 كلم). وحكومة جامايكا، منذ أواخر 1990s، وبالتعاون مع مستثمرين من القطاع الخاص، شرعت في حملة من مشاريع تحسين البنية التحتية، واحدة من الذي يتضمن إنشاء نظام حر ليالي، وصول أول هذه الطرق التي تسيطر عليها من نوعها على الجزيرة، والذي يربط بين المراكز السكانية الرئيسية في الجزيرة. وقد شهد هذا المشروع حتى الآن، الانتهاء من 21 ميلا (33 كيلومترا) من الطريق السريع.

### السكك الحديدية
لم تعد تحظى السكك الحديدية في جامايكا، كما هو الحال في العديد من البلدان الأخرى، بمكانة بارزة كما كانت سابقا، بعد أن تم استبدالها بصورة كبيرة بالطرق كوسيلة النقل الرئيسية. ومن 169 ميلا (272 كيلومترا) من السكك الحديدية في جامايكا، نجد 35 ميلا (57 كيلومترا) فقط لا تزال في تعمل، والتي تستخدم حاليا لنقل البوكسايت.

### النقل الجوي
يوجد مطارين دوليين في جامايكا بمحطات حديثة، وممرات طويلة، والمعدات الملاحية اللازمة لاستيعاب الطائرات النفاثة الكبيرة المستخدمة في السفر الجوي الحديث هما: مطار نورمان مانلي في كينغستون ومطار سانجستر الدولي في مدينة منتجع مونتيغو باي. وكلا المطارين يعتبرا موطن شركة الطيران الوطنية بالبلاد، شركة طيران جامايكا. وبالإضافة إلى ذلك هناك مطارات الركاب المحليين في تينسون بين (كينغستون)، وميناء انطونيو، أوكتوريوس، ونيغريل التي تلبي احتياجات الرحلات الداخلية فقط. وهناك أيضا العديد من المراكز الريفية الصغيرة الأخرى، التي تخدمها الحقول الخاصة في مزارع السكر أو مناجم البوكسايت.

### الموانئ والشحن والمنارات
نظرا لموقعها في البحر الكاريبي في ممر الشحن لقناة بنما وقربه النسبي من الأسواق الكبيرة في أمريكا الشمالية والأسواق الناشئة في أمريكا اللاتينية، تستقبل جامايكا حركة نقل مرتفعة للحاويات. وقد شهدت محطة الحاويات في ميناء كينغستون توسعا كبيرا في السنوات الأخيرة من حيث القدرة على التعامل مع النمو سواء القائم بالفعل أو المتوقع في السنوات المقبلة. كما يتعامل مونتيغو فريبورت في خليج مونتيغو مع مجموعة متنوعة من البضائع مثل (وإن كان أكثر محدودية) من ميناء كينغستون، لا سيما المنتجات الزراعية.
هناك العديد من المطارات الأخرى المتمركزة في أنحاء الجزيرة، بما في ذلك ميناء اسكيفل في سانت كاترين (ويندالكو)، روكي بوينت في كلارندون، ميناء القيصر في سانت اليزابيث، ميناء رودس ديسكفري في خليج رينولدز في أوكتوريوس، وميناء باوندبروك في بورت إنطونيو.
لدى جامايكا تسعة منارات للمساعدة على الملاحة في النقل البحري. لمزيد من المعلومات انظر المنارات في جامايكا.

### الطاقة
تعتمد جامايكا على الواردات النفطية لتلبية احتياجاتها من الطاقة الوطنية. وقد تم التنقيب عن النفط في مواقع اختبار عديدة، ولكنهم لم يجدوا كميات تجارية كبيرة. وتعد المصادر الأكثر ملاءمة لواردات النفط ووقود السيارات (الديزل والبنزين، ووقود الطائرات) هي المكسيك وفنزويلا.
يتم توليد الطاقة الكهربائية بواسطة مولدات الديزل (زيت وقود السفن) الموجودة في المرفأ القديم. وهناك محطات توليد طاقة أصغر -التي يملك معظمها شركة الخدمات العامة، مزود الكهرباء بالجزيرة- تقدم الدعم للشبكة الكهربائية بالجزيرة بما في ذلك محطة هانتس باي لتوليد الطاقة، ومحطة بوج لتوليد الطاقة، ومحطة روكفورت لتوليد الكهرباء ومحطات الطاقة الكهرومائية الصغيرة على النهر الأبيض، ريو بوينو، نهر مورانت، النهر الأسود (ماجوتي) ونهر رورنج. وقد تم إنشاء مزرعة رياح، تملكها مؤسسة البترول في جامايكا في ويجتون، مانشستر.
تقدر واردات جامايكا بحوالي 80,000 برميل من منتجات طاقة النفط يوميا،  بما في ذلك الأسفلت ومنتجات التشحيم. حيث تستخدم 20 ٪ فقط من الوقود المستورد للنقل البري، والباقي يتم استخدامه في صناعة البوكسيت، وتوليد الكهرباء، والطيران.
تنتج جامايكا كميات هائلة من الايثانول المائي (5 ٪ المحتوى المائي)، يبدو أن معظمها يستهلك كمشروبات، ولا يستخدم أي منه كوقود للمحركات. وهناك مرافق لصقل الايثانول المائي إلى الايثانول اللامائي (0 ٪ المحتوى المائي)، ولكن يبدو أن هذه العملية غير اقتصادية في هذا الوقت، حيث يبقى المرفق خاملا.

## الاعلام والاتصالات
لدى جامايكا نظام اتصالات هاتفي رقمي مع انتشار استخدام الهاتف المتحرك لأكثر من 95 ٪.
ويوجد في البلاد ثلاث شركات للاتصالات المتنقلة - كيبل آند وايرلس (تسوق باعتبارها LIME - خطوط أرضية وإنترنت وجوال وترفيه)، ديجيسيل، وأوشيانك ديجيتال (تشغل كوMiPhone والتي تعرف الآن باسم كلارو منذ أواخر عام 2008) - وقد أنفقوا الملايين في تطوير الشبكة وتوسيعها.وقد منحت التراخيص لكل من ديجيسيل وأوشيانك ديجيتال في عام 2001 لتشغيل خدمات الاتصالات المتنقلة في سوق الاتصالات المحررة حديثا، حيث كانت في الماضي حكرا لكيبل آند وايرلس. وقد اختارت ديجيسيل استخدام نظام جي إس إماللاسلكي، في حين اختارت أوشيانك ديجيتال نظام سي دي إم إيه القياسي. أما كابل أند وايرلس، التي كانت قد بدأت بنظام TDMA، ترقت إلى استخدام جي إس إم، وحاليا تستخدم كلا من المعيارين في شبكتها.
مع ازدياد استخدام اللاسلكي، انخفض استخدام الخطوط الأرضية التي تقدمها شركة كابل أن وايرلس عن ما يزيد قليلا عن نصف مليون شخص تقريبا لحوالي ثلاثمائة ألف اعتبارا من عام 2006. وفي محاولة للاستيلاء على حصة سوقية أكبر، أطلقت كابل أند وايرلس مؤخرا خدمة خطوط ثابتة جديدة تدعى HomeFone المدفوعة مسبقا والتي من شأنها أن تتيح للعملاء دفع ثمن الدقائق التي يستخدمونها بدلاً من دفع رسوم شهرية للخدمة، مثل الكثير من الخدمات اللاسلكية المدفوعة مسبقا.
من الوافدين الجدد إلى سوق الاتصالات في جامايكا، فلو جامايكا، التي زرعت مؤخرا كابل بحري جديد يربط جامايكا بالولايات المتحدة. مما يزيد من مجموع عدد الكابلات البحرية التي تربط جامايكا إلى بقية دول العالم إلى أربعة.
قامت الحكومة الجامايكية بتقديم رخصتين جديدتين لتقديم خدمات الهاتف النقال في الجزيرة، بما في ذلك تلك التي كان يملكها سابقا ايه تي اند تي وايرلس لكنها لم تستخدم، ورخصة جديدة. ويقول محللو الصناعة [من؟]انه مع قرب تشبع السوق، هناك مساحة ضئيلة جدا للمشغلين جدد.[بحاجة لمصدر]

## القوات المسلحة

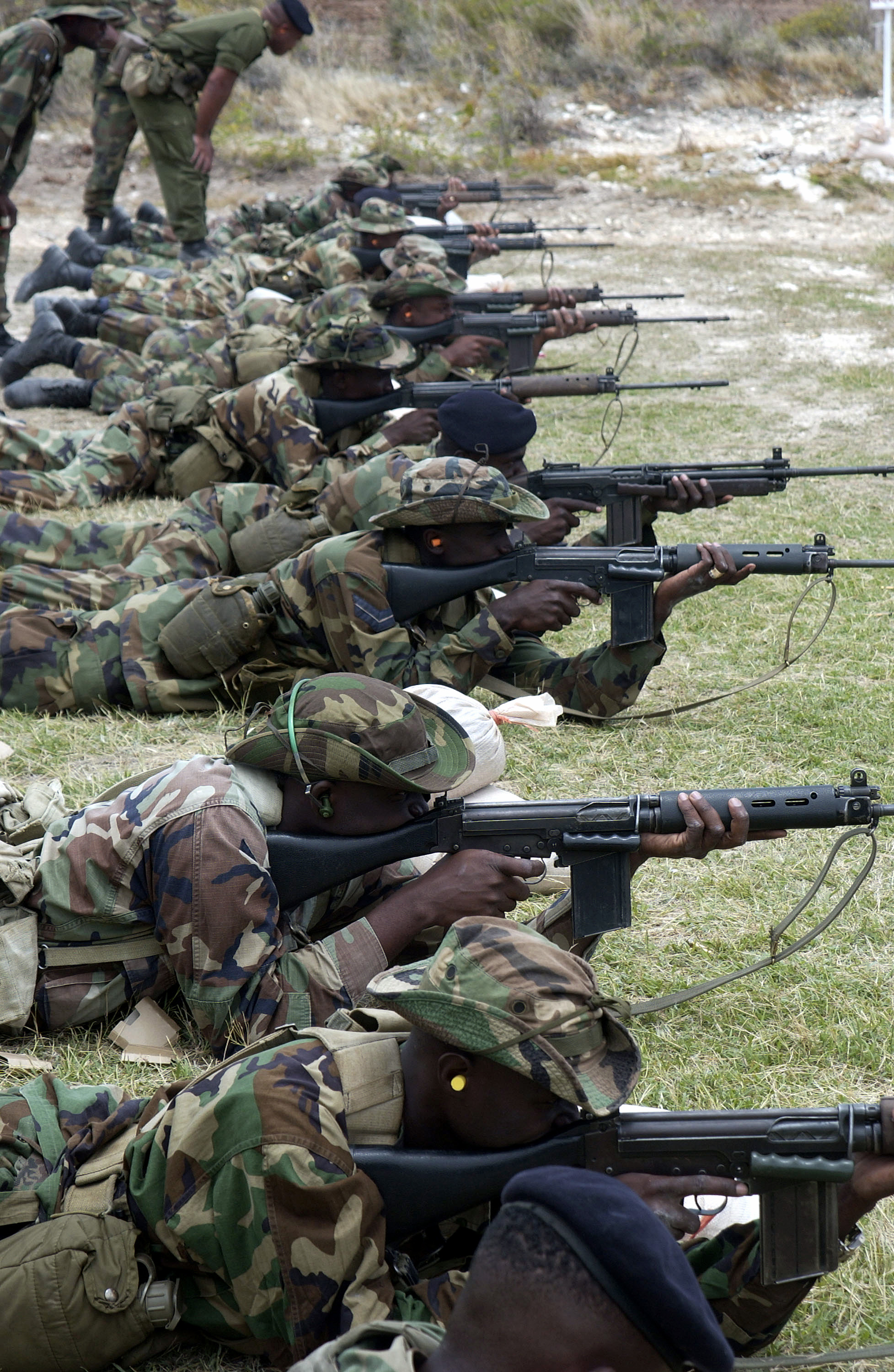
قوات الدفاع الجامايكية

قوة دفاع جامايكا (JDF) تعتبر قوة صغيرة لكنها قوة عسكرية محترفة. وتستند JDF إلى النموذج العسكري البريطاني مع قرب التنظيم والتدريب والأسلحة والتقاليد من عالم الكومنولث. وبمجرد اختيارهم، يتم إرسال المرشحين الضباط إلى واحدة من عدة دورات بريطانية أو كندية اعتمادا على أي مجال من الخدمة سيتم اختيارهم له. حيث يحصل الجنود المجندين على تدريب أساسي في مستودع تدريب JDF، نيوكاسل، أو معسكر بارك، في سانت أندرو. وكما هو الحال مع النموذج البريطاني، يحصل ضباط الصف على عدة مستويات من التدريب المهني كلما ارتفعت رتبتهم. وهناك مدارس عسكرية إضافية متاحة للتدريب المتخصص في كندا، والولايات المتحدة، والمملكة المتحدة.
وتتفرع JDF مباشرة من فوج غرب الهند البريطانية التي تشكلت إبان الحقبة الاستعمارية. حيث استخدم فوج جزر الهند الغربية على نطاق واسع من قبل الامبراطورية البريطانية في الشرطة الامبراطورية من 1795 حتى 1926. وهناك وحدات أخرى في تراث JDF تشمل الميليشيا الاستعمارية في جامايكا، ومشاة كينغستون متطوعي الحرب العالمية الأولى الذين أعيد تنظيمهم كمتطوعين المشاة الجامايكية في الحرب العالمية الثانية. وتم إعادة تشكيل فوج جزر الهند الغربية في عام 1958 كجزء من اتحاد جزر الهند الغربية. وقد أدى تفكك الاتحاد إلى إنشاء JDF.
تتألف قوة دفاع جامايكا (JDF) من فوج المشاة وحدات الاحتياط، والجناح الجوي، وخفر السواحل ووحدة الدعم الهندسي. ويحتوي فوج المشاة على الكتيبة 1st، 2nd و 3rd (الاحتياطي الوطني). وينقسم JDF الجناح الجوي إلى ثلاث وحدات للطيران، وهم وحدة التدريب، وحدة دعم و JDF الجناح الجوي (الاحتياطى الوطني). وينقسم خفر السواحل إلى أطقم المركبات وأطقم الدعم. وهي مسؤولة عن السلامة البحرية وإنفاذ القانون البحري، وكذلك العمليات المتصلة بالدفاع. وتحتوي كتيبة الدعم على فصيلة شرطة عسكرية، وكذلك مركبات، وأسلحة ووحدات الإمداد. ويوفر الفوج الهندسي الأول الدعم لJDF. ويحتوي مقر JDF على قائد JDF، الأركان، فضلا عن الاستخبارات، مكتب القاضي المحامي، أقسام الإدارة والمشتريات.
في السنوات الأخيرة تم استدعاء JDF لمساعدة الشرطة في البلاد، قوة شرطة جامايكا (JCF) في مجال مكافحة تهريب المخدرات ومعدل الجريمة المرتفع الذي يمثل واحدا من أعلى معدلات جرائم القتل في العالم. وتقوم وحدات JDF بتسيير دوريات مسلحة مع JCF في المناطق العالية الجريمة والأحياء المعروفة بالعصابات. وقد كان هناك جدل صخب بسبب دور JDF في تقديم الدعم. وفي أوائل عام 2005، دعا أحد زعماء المعارضة إدوارد سيغا، إلى دمج JDF و JCF. إلا أن هذا المطلب لم يحصل على الدعم من أي منظمة، ولا بين الغالبية العظمى من المواطنين.

### الجريمة
تعاني بعض المناطق من جامايكا، وخاصة مدن مثل كينغستون، من ارتفاع مستويات الجريمة والعنف. فقد كانت جامايكا واحدة من الدول ذات أعلى معدلات جرائم قتل في العالم لسنوات عديدة، وفقا لتقديرات الأمم المتحدة. وقد وصف رئيس الوزراء السابق باترسون الوضع بأنه «يشكل تحديا وطنيا ذو أبعاد لم يسبق لها مثيل». وفي عام 2005، كان معدل جرائم القتل بجامايكا 1,674 جريمة قتل، بمعدل 58 لكل 100,000 شخص؛  في تلك السنة، كان لجامايكا أعلى معدل جرائم قتل في العالم.
وفي نوفمبر 2008، صوّت برلمان جامايكا على الإبقاء على عقوبة الإعدام، والتي تتم شنقا.
تفيد تقارير وزارة الخارجية الأمريكية بأن الوحشية ضد المثليون جنسيا، ولا سيما من جانب المواطنين العاديين، انتشرت على نطاق واسع في عام 2008. وجدير بالذكر أن الشذوذ الجنسي غير قانوني في جامايكا، ويحمل عقوبة السجن. وكثير من الجامايكيين عدائيين تجاه المثليين وقد تم الإبلاغ عن عدة هجمات من الغوغاء ضد المثليين جنسيا. وقد شجعت بعض أغاني الريجي والدانسهول، الهجمات ضد المثليين جنسيا، حيث كانت تسمى موسيقى القتل.

## لمزيد من المطالعة
- تشابمان، الجيش اليوغوسلافي عام 1961. والطحالب البحرية في جامايكا.  الجزء 1. Myxophyceae وChlorophyceae. معهد جامايكا.
- تشابمان، الجيش اليوغوسلافي عام 1963. والطحالب البحرية في جامايكا.  الجزء 2.  Phaeophyceas وRhodophyceae. معهد جامايكا.

## وصلات خارجية
الحكومة
- حكومة جامايكا
- الموقع الرسمي للملكة اليزابيث كملكة جامايكا
- الموقع الرسمي لخدمة الاستعلامات بجامايكا
- مكتب رئيس الوزراء في حكومة جامايكا
- رئيس الدولة وأعضاء مجلس الوزراء

معلومات عامة
- Jamaica  على كتاب حقائق العالم
- جامايكا من يو سي بي مكتبات GovPubs
- جامايكا على مشروع الدليل المفتوح
- أطلس ويكيميديا حول Jamaica

- معلومات عامة عن جامايكا
- المكتبة الوطنية لجامايكا
- مواد في المكتبة الرقمية لمنطقة البحر الكاريبي